# Petkovec Toplički
Petkovec Toplički – wieś w Chorwacji, w żupanii varażdińskiej, w mieście Varaždinske Toplice. W 2011 roku liczyła 265 mieszkańców.